# Another Part of Me
Another Part of Me – singel wydany z albumu Michaela Jacksona z 1987 roku, zatytułowanego Bad. Singel został wydany w roku 1988. Utwór po raz pierwszy pojawił się w filmie Kapitan EO (ang.Captain EO) z 1986, w którym artysta zagrał główną rolę. Utwór był wykonywany na żywo podczas drugiego etapu Bad World Tour.
Teledysk do utworu jest w rzeczywistości znakomicie zmontowanym występem live, zarejestrowanym na dwóch koncertach trasy Bad World Tour: w Paryżu i na stadionie Wembley w Londynie, w reżyserii Patricka Kelly’ego. „Another Part Of Me” dotarło do jedenastego miejsca na liście Billboard Hot 100.

## Informacje szczegółowe
- Słowa i muzyka: Michael Jackson
- Produkcja: Quincy Jones i Michael Jackson
- Wokale: Michael Jackson
- Aranżacja rytmiczna: Michael Jackson, John Barnes i Jerry Hey
- Aranżacja syntezatorów: Michael Jackson, Quincy Jones i John Barnes
- Aranżacja smyczków: John Barnes
- Aranżacja wokalna: Michael Jackson
- Solo gitarowe: Steve Stevens